# Peugeot P4
Pour les articles homonymes, voir P4.
Le Peugeot P4 est un véhicule léger à quatre roues motrices produit par le constructeur automobile français Peugeot de 1982 à 1992. Il est présenté en mars 1981 à Satory et utilisé par l'armée française sous la désignation de véhicule léger tout-terrain. Bien qu'équipé et motorisé par Peugeot, le P4 est une variante du Mercedes-Benz Classe G construit sous licence. Le remplacement du Peugeot P4 dans l'armée est entamé depuis 2004 par l'acquisition de PVP, Land Rover Defender, Ford Ranger, Masstech T4 et d'ACMAT VT4.

## Historique

### Contexte
Depuis 1944, l'armée française est équipée en Jeep, d’origine américaine tout d’abord, avant d’être petit à petit remplacées par les Hotchkiss M201 fabriquées en France sous licence par Hotchkiss. Après avoir usé ses Jeep devenues très obsolètes car poussées dans leurs derniers retranchements, l'armée française demande leur remplacement au cours des années 1960. Il faut attendre les années 1970 pour obtenir un accord du pouvoir politique, à la condition que ce soit un véhicule français, puisque la volonté politique (tout comme aujourd'hui) est alors d’avoir une armée équipée en matériel français[réf. nécessaire]. Si cette volonté est louable, elle peut aussi coûter très cher. L’armée française a gardé à tout jamais le souvenir de la Delahaye VLR, qui fut un échec cuisant, que l'on a aussi qualifié d'erreur stratégique grossière, au début des années 1950, car trop sophistiquée et peu fiable.
Dans les années 1960, et durant la dizaine d'années qui ont suivi, l'armée cherche un constructeur qui puisse produire une remplaçante à la Jeep, le 4 × 4 étant une catégorie de véhicules qui semble oubliée par les constructeurs nationaux à l'époque. Des contacts sont pris avec les différents constructeurs français pour concevoir un tel véhicule. L'armée fait miroiter un besoin de 10 000 exemplaires pour inciter les constructeurs à lancer le développement d’un véhicule de reconnaissance. Les grands constructeurs refusent très diplomatiquement, invoquant tous un volume de commande trop faible pour concevoir un nouveau véhicule. Les petits constructeurs étant tous en voie de disparition durant cette décennie, aucun n'a la surface industrielle et financière suffisante pour mener à bien une telle entreprise.
Face à ces problèmes, et pour trouver très rapidement une solution, la France propose une alliance à l'Allemagne de l'Ouest et l'Italie pour fonder le projet « Europa Jeep » avec, à la clé, un volume potentiel de 50 000 véhicules à fournir à ces trois armées. Le projet, énième tentative de l'Europe de la Défense, idée à laquelle la France s'opposait pourtant depuis toujours pour conserver sa souveraineté[réf. nécessaire], sombre rapidement. Les états-majors de chaque pays expriment des besoins différents et souvent contradictoires, si bien que le sujet tombe rapidement dans une impasse, avant même d'avoir évoqué l'épineuse question du lieu de production. Chaque pays assure donc de son côté ses propres besoins. L'Italie dispose depuis 1974 de la Fiat Nuova Campagnola et l'Allemagne a en projet le Mercedes-Benz Classe G.
En France, la solution choisie est d’acquérir en catastrophe 7 064 Citroën Méhari pour « soulager » les Jeep et faire patienter quelque temps les militaires condamnés à marcher à pied ou en camion en attendant un véhicule léger.

### Conception et développement

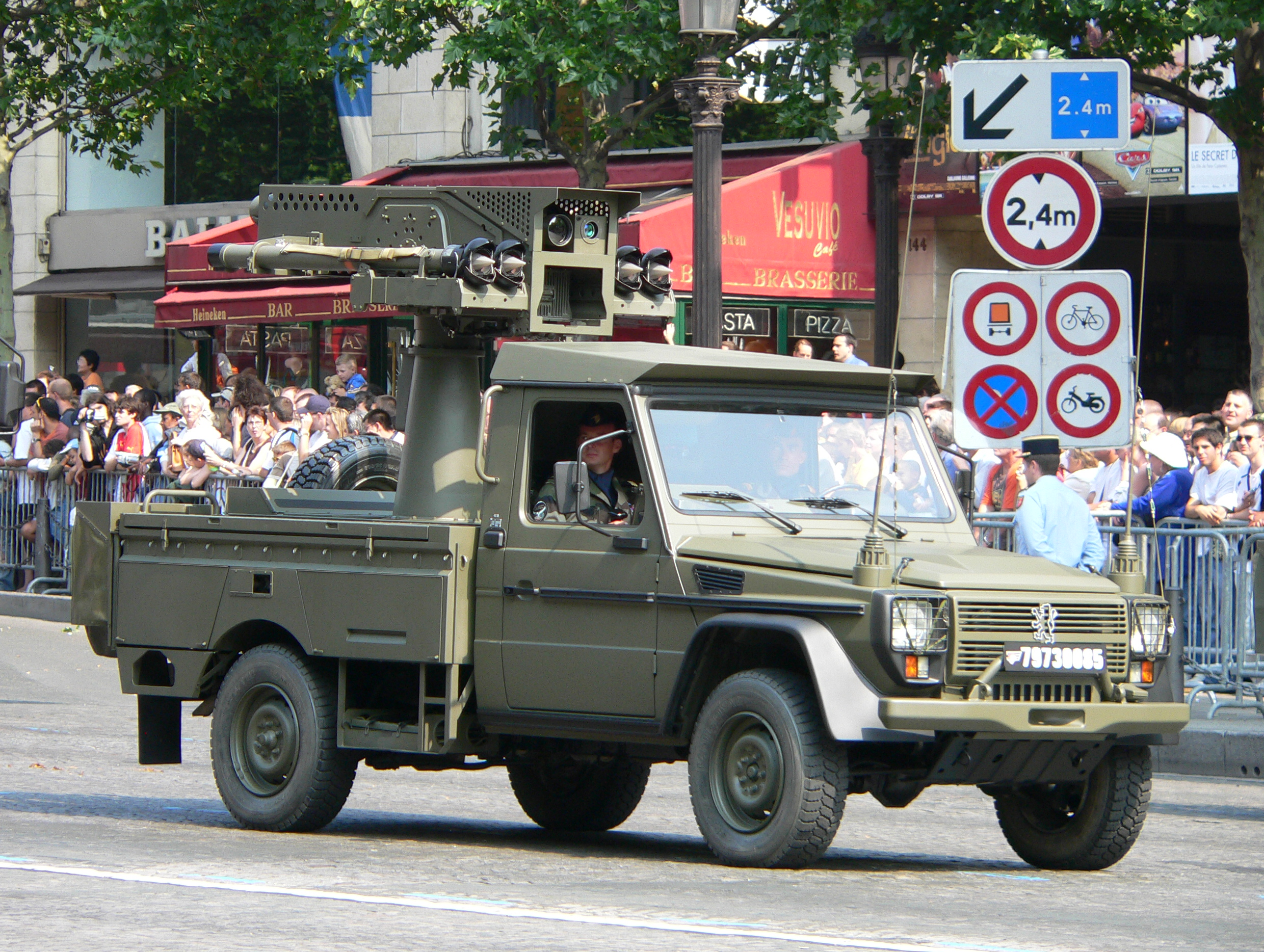
Montage Aspic de missiles sol-air Mistral sur une Peugeot P4 de l'armée de l’air française.

Après avoir dû accepter cette solution temporaire, l'armée reprend contact avec Citroën, Peugeot et Renault en fin d'année 1976 pour leur demander d'accepter de concevoir la future « Jeep ». Les trois constructeurs refusent catégoriquement. L'armée est donc contrainte d'accepter que les constructeurs français aillent chercher à l'étranger un partenaire pour construire un nouveau 4 × 4.
Chez Renault, c'est du côté de l'Italie que la marque trouve son partenaire, avec Fiat et son 4 × 4 Campagnola de seconde génération apparu en 1974. Le contrat de licence négocié permet de franciser la Campagnola en intégrant un moteur de Renault 20 TS, si celui-ci est préféré aux moteurs Fiat, et même d'assembler une partie des caisses en France. Les prototypes baptisés Renault TRM 500 sont réalisés en 1978 et l’armée les teste avec ses concurrents la Citroën C44 et le Peugeot P4. Pour des raisons purement politiciennes, le modèle Peugeot-Mercedes sera choisi alors que le modèle Renault-Fiat était favori[réf. nécessaire]. Les esprits chagrins feront noter qu'il aura fallu quatre ans pour passer du stade du modèle de pré-série à la mise en production, alors que le TRM 500 était déjà prêt à sa mise en fabrication puisque déjà utilisé par de nombreuses armées et dont la fiabilité était avérée[réf. nécessaire].
Le P4 répond au besoin, formulé dès la fin des années 1960 par l'armée française, de remplacer ses 10 000 Jeeps. Les caractéristiques du nouveau véhicule devaient répondre aux contraintes suivantes : transporter quatre personnes avec leur paquetage et un poste radio et avoir une aptitude au transport aérien et au parachutage. 
Après de nombreux retards, ce n'est qu'à la fin des années 1970 que la conception d'une remplaçante de la Jeep Hotchkiss est lancée. Un accord de licence est conclu entre Peugeot et Mercedes-Benz afin de répartir à parts égales la construction du nouveau véhicule militaire. Des prototypes sont testés en 1980 par le 15e RCS à Limoges.
À partir de fin 1982, l'usine de Sochaux commence à assembler le P4. Peugeot installe alors sur le Classe G le moteur à essence de sa 504, la boîte de vitesses de sa 604, s'occupe des circuits électriques, réalise le soudage de la caisse et assure le traitement en cataphorèse. Tout le reste est fabriqué par le constructeur allemand.  
Un premier prototype roule dès 1978 et commence une longue série d'essais, notamment lors d'un rallye dans le Sud algérien avec deux P4, l'un à essence et l'autre à moteur Diesel. 
En 1981, l'armée française commande 15 000 exemplaires du P4 (essence et Diesel confondus), contrat ramené finalement à 13 500 unités à la suite de la baisse des effectifs de l'armée de terre. À partir de 1985, la production est transférée à l'usine Panhard de Marolles-en-Hurepoix, où 6 000 véhicules sont produits.
Une version civile est proposée sous la même appellation mais ne rencontre pas un franc succès à la vente en raison d'un prix élevé et d'un rapport poids/puissance défavorable. De plus, Mercedes-Benz n'accorde pas à Peugeot la possibilité d'exporter la voiture ailleurs que vers les pays d'Afrique liés par un accord de défense avec la France.
Fin 2015, l'armée française compte moins de 2 500 exemplaires en service et ce nombre continue à baisser à hauteur de plusieurs centaines par an. En 2016, entre autres dons à des armées étrangères, l'État français fait don à l'armée camerounaise de 21 P4 dans le cadre de la coopération militaire avec le Cameroun qui vise à lutter contre le terrorisme ,.
Après une commande de 1 000 Ford Ranger en 2015 pour remplacer les P4 les plus anciens, une nouvelle commande de 3 700 véhicules est passée en décembre 2016 pour remplacer le restant du parc de P4. Le véhicule possède une base de Ford Everest, militarisée par Renault Trucks Defense en France.
En 2019, bien qu'en cours de retrait au niveau général, une quinzaine de P4 sont remis à niveau pour les Commandos parachutistes de l'air.
À la suite de l'invasion de l'Ukraine par la Russie en février 2022, 120 sont donnés à l'Ukraine en date du 31 décembre 2023.

### Arrêt et succession
Pour les liaisons au sein des zones de combat, les P4 ont été, entre 2004 et 2012, supplantés par les 1 133 Petit véhicule protégé (PVP) dans l'Armée de terre.
L’entretien du P4 étant de plus en plus coûteux, l’armée de terre a choisi de remplacer les P4 servant aux déplacements en dehors des zones de combat. En 2009, l'Armée de terre a ainsi commandé 334 Land Rover Defender 4 × 4 non militarisés, avant de porter finalement la commande à plus de 550 exemplaires
Toujours dans le cadre du renouvellement de sa flotte de Peugeot P4, l'armée commande, en mai 2015, 1 000 exemplaires du Ford Ranger. 
Pour remplacer les P4 restants, un programme nommé Véhicule léger tactique polyvalent (VLTP) a été lancé par la DGA. En 2015, le véhicule choisi est un Ford Everest militarisé par Renault Trucks Defense. Il portera le nom de VT4 au sein de l'armée française, qui en recevra 3 980 militarisés par ACMAT/Renault Trucks Defense (Arquus) sur la période 2018-2025.
En 2017, un contrat est signé avec la société française Technamm pour la militarisation de 500 Toyota HZJ76 qui devient le Masstech T4. Le coût unitaire serait de 70 000 €. La livraison des véhicules se termine en mai 2018.

## Les différentes versions

### Peugeot P4P
Le P4 P (pour P4 Protégé) est une version blindée produite à 80 exemplaires dans les années 1990. Une version blindée a été fabriquée à la demande de Peugeot par les établissements CBH (Constructions Blindées d'Hardricourt).
Cette version a été évaluée par l'armée française et commandée par la Marine nationale pour la protection des sites sensibles. Cinq versions différentes ont été fabriquées.
- P4 CBH  AKIS  2400
- P4 CBH  SUPER AKIS 2850
- P4 CBH  3120

Les dénominations "2400", "2850" et "3120" correspondent à la longueur des châssis. Des P4 Blindés CBH ont été fabriqués pour une utilisation au Liban. 

### Peugeot P4 VPS

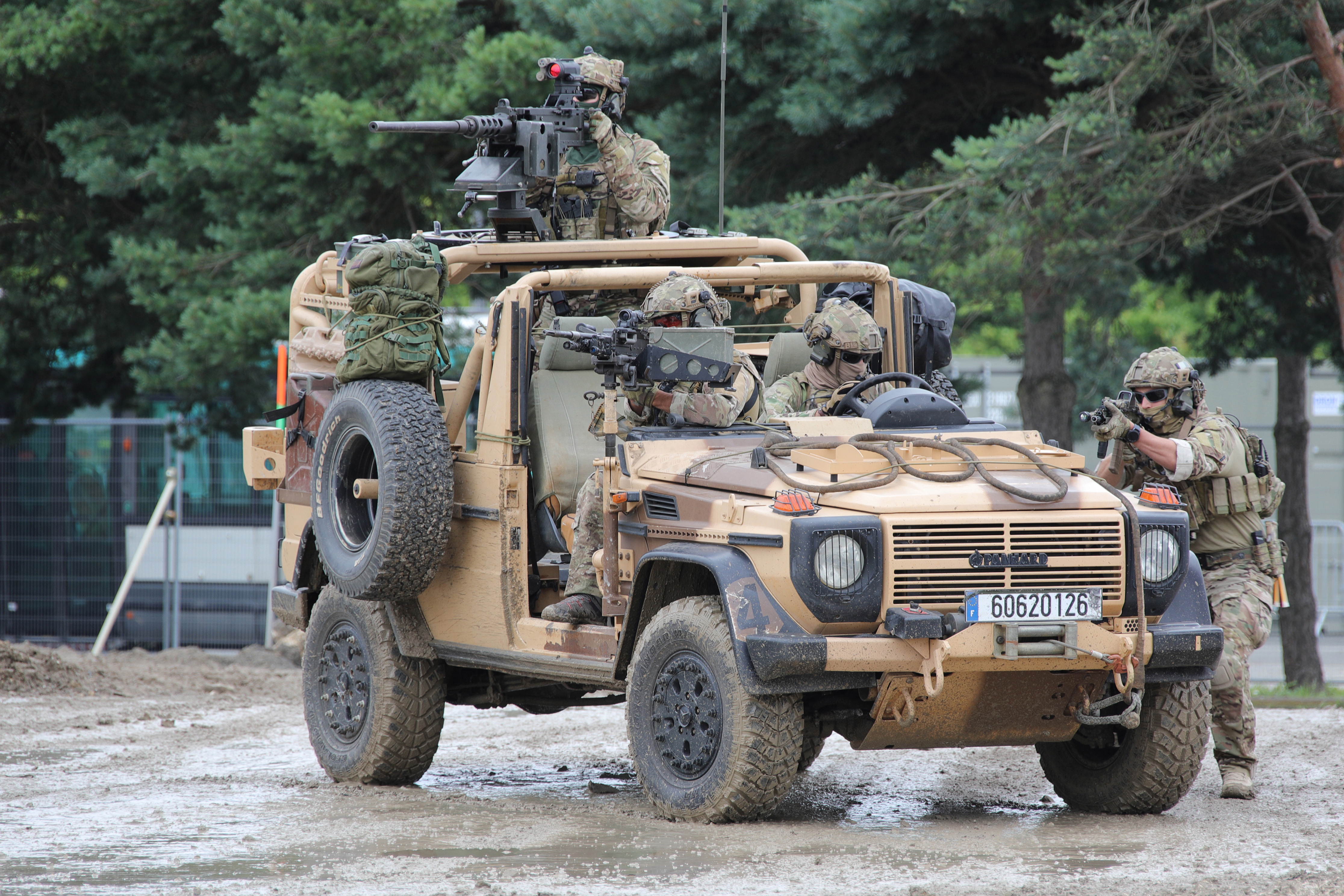
Un Panhard VPS des forces spéciales.

Le P4 VPS (Véhicule de patrouille spéciale) dit aussi véhicule de patrouille SAS est construit, selon quelques sources, à 41 unités et est destiné aux Forces spéciales dont le 1er RPIMa. Il est équipé de plaques de blindages, d'une grande puissance de feu et une grande autonomie : une mitrailleuse Browning M2 (MIT50) (calibre 12,7 mm), une mitrailleuse de type ANF1 (calibre 7,62 mm) et du matériel de franchissement,.

### Peugeot P4 V6 PRV
Prélevés sur la production des P4D et modifiés par les Automobiles Peugeot, ces versions dont on ne connait pas exactement le nombre (20 environ) ont été équipées du moteur V6 PRV de 3.0 litres de cylindrée et développent 170 ch pour les besoins d'assistance du rallye Paris-Dakar dans les années 1990.

### Peugeot P4 version civile

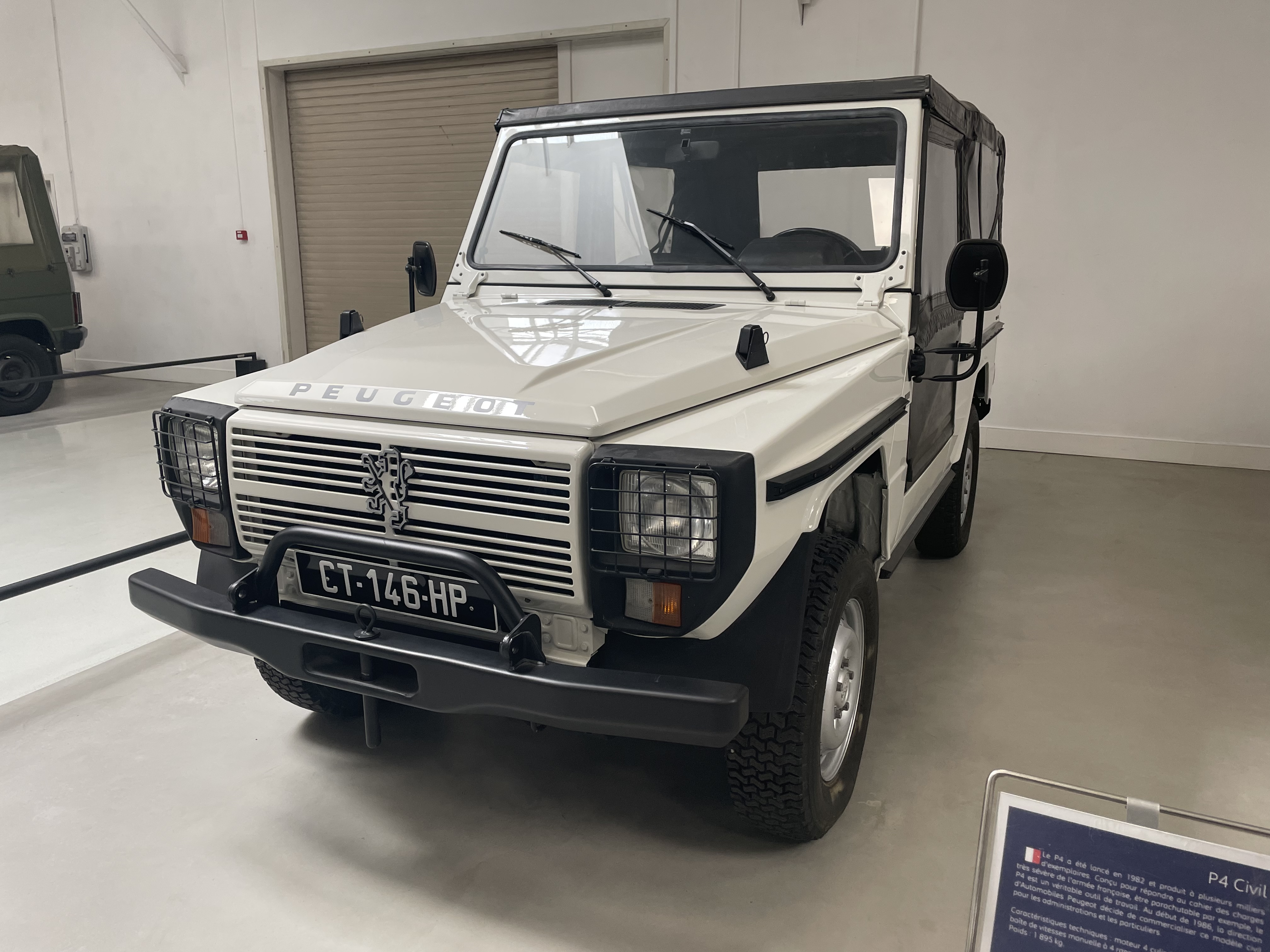
Une Peugeot P4 version civile en exposition au musée de l’Aventure Peugeot.

Pour rentabiliser sa production de P4 , Peugeot décide de produire une version civile qui n'aura pas beaucoup de succès car le public préfère acheter directement la base du peugeot P4 à savoir le Mercedes-Benz Classe G.

### Peugeot P4 version Sapeurs-Pompiers et Gendarmerie
Ce sont des versions qui ont été créées toujours dans le but de rentabiliser la production de la Peugeot P4 par Peugeot. Ces versions peuvent avoir différentes types de carrosserie qui agrandissent et réduisent l'habitacle du P4. Pour finir, certains Peugeot P4 Sapeurs-Pompiers pouvaient être équipés de lance à eau.

## Caractéristiques

### Chaîne cinématique

#### Motorisations
Dès son lancement, le Peugeot P4 est proposé en deux versions, une essence et un Diesel. Le moteur essence 4 cylindres de 79 ch (type XN8) est issu de la Peugeot 504. En 1992, l'Armée de terre décide de doter ses P4 de moteurs Diesel de 2,5 litres. La transformation des 1 300 Peugeot P4 en P4 D (Diesel) est confiée à Panhard et à l'établissement régional du matériel de l'armée. Le moteur choisi est le XD3 de la Peugeot 505.
| Modèle et boîte            | Construction | Moteur                   | Cylindrée         | Performance                  | Couple                 | Vitesse maximale | Consommation   |
| -------------------------- | ------------ | ------------------------ | ----------------- | ---------------------------- | ---------------------- | ---------------- | -------------- |
| Peugeot P4 (boîte méca. 4) | 1982 - 1992  | 4 cylindres en ligne XN8 | 1 971 cm3 (2,0 L) | 58 kW (79 ch) à 4 750 tr/min | 149 N m à 2 750 tr/min | 118 km/h         | 15,25 L/100 km |

| Modèle et boîte              | Construction | Moteur                   | Cylindrée         | Performance                    | Couple                 | Vitesse maximale | Consommation  |
| ---------------------------- | ------------ | ------------------------ | ----------------- | ------------------------------ | ---------------------- | ---------------- | ------------- |
| Peugeot P4 D (boîte méca. 4) | 1982 - 1992  | 4 cylindres en ligne XD3 | 2 498 cm3 (2,5 L) | 52 kW (70,5 ch) à 4 500 tr/min | 147 N m à 2 000 tr/min | 108 km/h         | 14,5 L/100 km |

#### Boîtes de vitesses
Le Peugeot P4 est équipé d'une boite de vitesses de type BA10/4, à 4 rapports synchronisés, issu de la Peugeot 604.
|                     | Peugeot P4 |
| ------------------- | ---------- |
| Transmission finale | 3,76       |
| 1er rapport         | 0,259      |
| 2e rapport          | 0,458      |
| 3e rapport          | 0,692      |
| 4e rapport          | 1          |
| Marche arrière      | 0,279      |

## Dans la culture populaire
Le P4 est présent dans un certain nombre de films, tels The Expendables 2 et 3 ainsi que dans un clip parodique du 19e Régiment du Génie.